# Вецишоара (Арђеш)
Вецишоара (рум. Vețișoara) насеље је у Румунији у округу Арђеш у општини Ведеа. Oпштина се налази на надморској висини од 327 m.

## Становништво
Према подацима из 2002. године у насељу је живело 91 становника, од којих су сви румунске националности.